# Colombia es Pasión-Café de Colombia/Saison 2011
Dieser Artikel listet Erfolge und Mannschaft des Radsportteams Colombia es Pasión-Café de Colombia in der Saison 2011 auf.

## Erfolge in der UCI America Tour
Bei den Rennen der UCI America Tour im Jahr 2011 gelangen dem Team nachstehende Erfolge.
| Datum    | Rennen                      | Kat. | Fahrer            |
| -------- | --------------------------- | ---- | ----------------- |
| 19. Juni | 7. Etappe Vuelta a Colombia | 2.2  | Jarlinson Pantano |

## Abgänge – Zugänge
| Zugänge       | Team 2010 | Abgänge       | Team 2011                |
| ------------- | --------- | ------------- | ------------------------ |
| Héctor Páez   | Neoprofi  | Fabio Duarte  | Geox-TMC                 |
| Jahir Pérez   | Neoprofi  | Óscar Álvarez | Gobernación de Antioquia |
| Juan Villegas | Neoprofi  | Fader Ardila  | Unbekannt                |
|               |           | Óscar Sánchez | Unbekannt                |

## Mannschaft
| Name                | Geburtstag         | Nationalität | Team 2012                                     |
| ------------------- | ------------------ | ------------ | --------------------------------------------- |
| Darwin Atapuma      | 15. Januar 1988    | Kolumbien    | Colombia-Coldeportes                          |
| Alex Cano           | 13. März 1983      | Kolumbien    | Gobernación de Antioquia-Indeportes Antioquia |
| Robinson Chalapud   | 8. März 1984       | Kolumbien    | Colombia-Coldeportes                          |
| Esteban Chaves      | 17. Januar 1990    | Kolumbien    | Colombia-Coldeportes                          |
| Juan Pablo Forero   | 3. August 1983     | Kolumbien    | Colombia-Coldeportes                          |
| Luis Felipe Laverde | 6. Juli 1979       | Kolumbien    | Colombia-Coldeportes                          |
| Carlos Martínez     | 7. Juli 1988       | Kolumbien    | Colombia-Comcel                               |
| Jhon Martínez       | 13. Mai 1983       | Kolumbien    | Colombia-Comcel                               |
| William Muñoz       | 20. April 1984     | Kolumbien    |                                               |
| Dalivier Ospina     | 9. Oktober 1985    | Kolumbien    | Colombia-Coldeportes                          |
| Héctor Páez         | 10. Juli 1982      | Kolumbien    |                                               |
| Jarlinson Pantano   | 19. November 1988  | Kolumbien    | Colombia-Coldeportes                          |
| Víctor Hugo Peña    | 10. Juli 1974      | Kolumbien    | Colombia-Coldeportes                          |
| Jahir Pérez         | 8. November 1986   | Kolumbien    |                                               |
| Nairo Quintana      | 4. Februar 1990    | Kolumbien    | Movistar                                      |
| Sebastián Salazar   | 23. Januar 1990    | Kolumbien    |                                               |
| Camilo Suárez       | 18. September 1988 | Kolumbien    | EPM-UNE                                       |
| Juan Villegas       | 15. Oktober 1987   | Kolumbien    | Boyacá Orgullo de América                     |
| Stagiaires          | Stagiaires         | Nationalität | Nationalität                                  |
| Alexis Camacho      | Alexis Camacho     | Kolumbien    |                                               |
| Michael Rodríguez   | Michael Rodríguez  | Kolumbien    |                                               |
| William Valencia    | William Valencia   | Kolumbien    |                                               |

## Platzierungen in UCI-Ranglisten
UCI America Tour 2011
|      | Fahrer              | Punkte |
| ---- | ------------------- | ------ |
| 63.  | Luis Felipe Laverde | 40     |
| 265. | Jahir Pérez         | 8      |

UCI Europe Tour 2011
|       | Fahrer              | Punkte |
| ----- | ------------------- | ------ |
| 276.  | Robinson Chalapud   | 57     |
| 341.  | Juan Pablo Forero   | 46     |
| 364.  | Esteban Chaves      | 44     |
| 469.  | Luis Felipe Laverde | 32     |
| 581.  | Darwin Atapuma      | 23     |
| 1139. | Héctor Páez         | 3      |
| 1139. | Alex Cano           | 3      |